# Castilseco
Castilseco es una localidad de La Rioja (España) perteneciente al municipio de Galbárruli que en 2007 contaba con tan solo 18 habitantes. Se encuentra junto al río Roganto, afluente del río Tirón en las faldas de los montes Obarenes.

## Accesos
La carretera que acerca a Castilseco es la LR-301 Tirgo-Miranda. Desde la localidad se accede por caminos de parcelaria a la finca de Ternero, enclave de la provincia de Burgos.

## Historia
En el siglo XI se le nombra en el fuero de Miranda de Ebro en latín como Castrum sicum. En una donación de parte de Villaseca en 1194 aparece como Castellum sicum.
Contó con el mismo fuero que el asignado en 1146 a Cerezo de Río Tirón, en cuyo documento aparece nombrado como Castrilseco.

## Demografía
Castilseco contaba a 1 de enero de 2010 con una población de 14 habitantes, 7 hombres y 7 mujeres.
| Gráfica de evolución demográfica de Castilseco entre 2000 y 2010                                 |
|                                                                                                  |
| Población de derecho (2000-2010) según los censos de población del INE a 1 de enero de cada año. |

## Lugares de interés

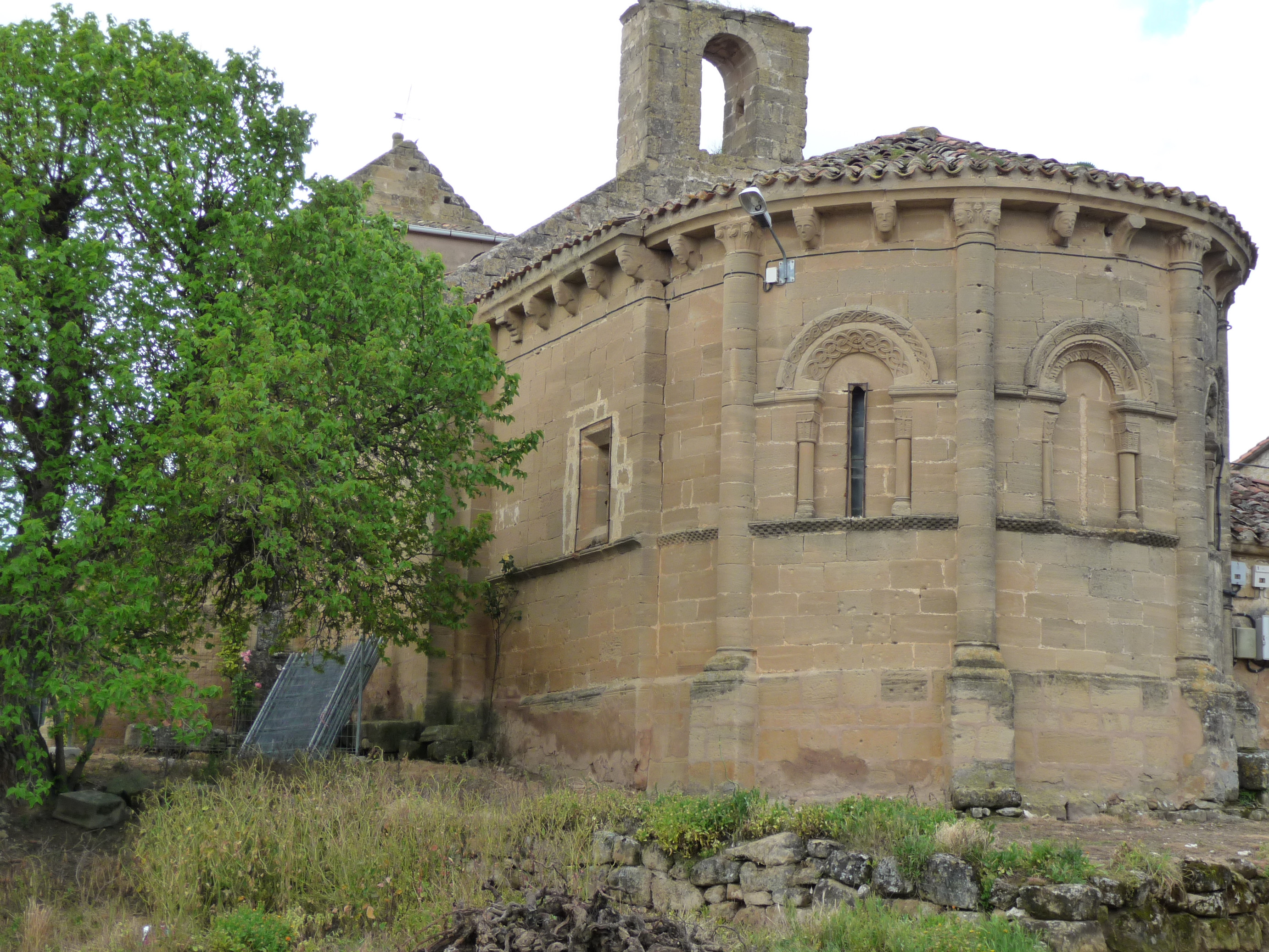
Ábside de la iglesia de San Julián.

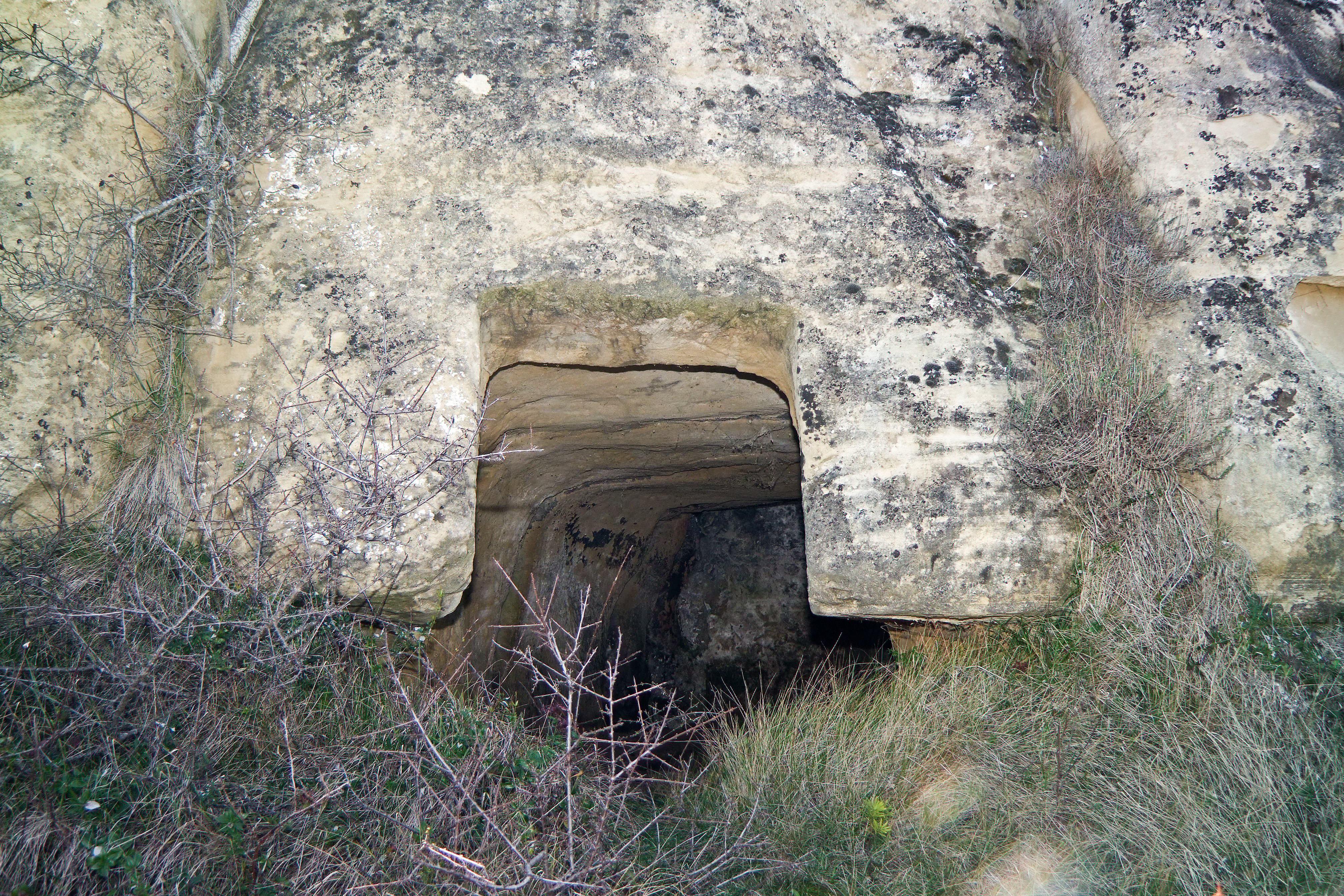
Ermita de San Martín.

- Iglesia de San Julián: construida entre los siglos XII y XIII. Fue declarada Bien de Interés Cultural en la categoría de Monumento el 30 de marzo de 1983.[3]

- La ermita rupestre de San Martín : Recientes trabajos sugieren una antigüedad al menos mozárabe y señalan su posible categoría monástica. Se trata de una ermita, o cueva artificial, en la misma línea que otras de la Rioja. Interesantes trabajos fueron publicados en la revista antigüedad cristiana de Murcia, en un exhaustivo trabajo realizado por José Luis Garcia Cubillas y Ramón López Domech.[4]